# Machnjovo
Machnjovo (ryska: Махнёво) är en ort i Sverdlovsk oblast i Ryssland. Folkmängden uppgår till lite mer än 3 000 invånare.